# Otto Dütsch
Otto Johan Anton Dütsch, född 25 maj 1823 i Köpenhamn, död 23 april 1863 i Frankfurt am Main, var en dansk tonsättare.
Efter att ha utbildats vid det av Giuseppe Siboni ledda musikkonservatoriet i Köpenhamn av Johan Peter Emilius Hartmann och senare i Dessau kom Dütsch 1844 till Sankt Petersburg, där han bosatte sig och senare anställdes som körrepetitör vid den kejserliga teatern. År 1862 blev han professor i musikteori vid musikkonservatoriet. Han var en talangfull tonsättare, som skrev flera pianostycken och sånger samt operan Kroatinnan, uppförd 1860 i Sankt Petersburg.